# C. S. Forester

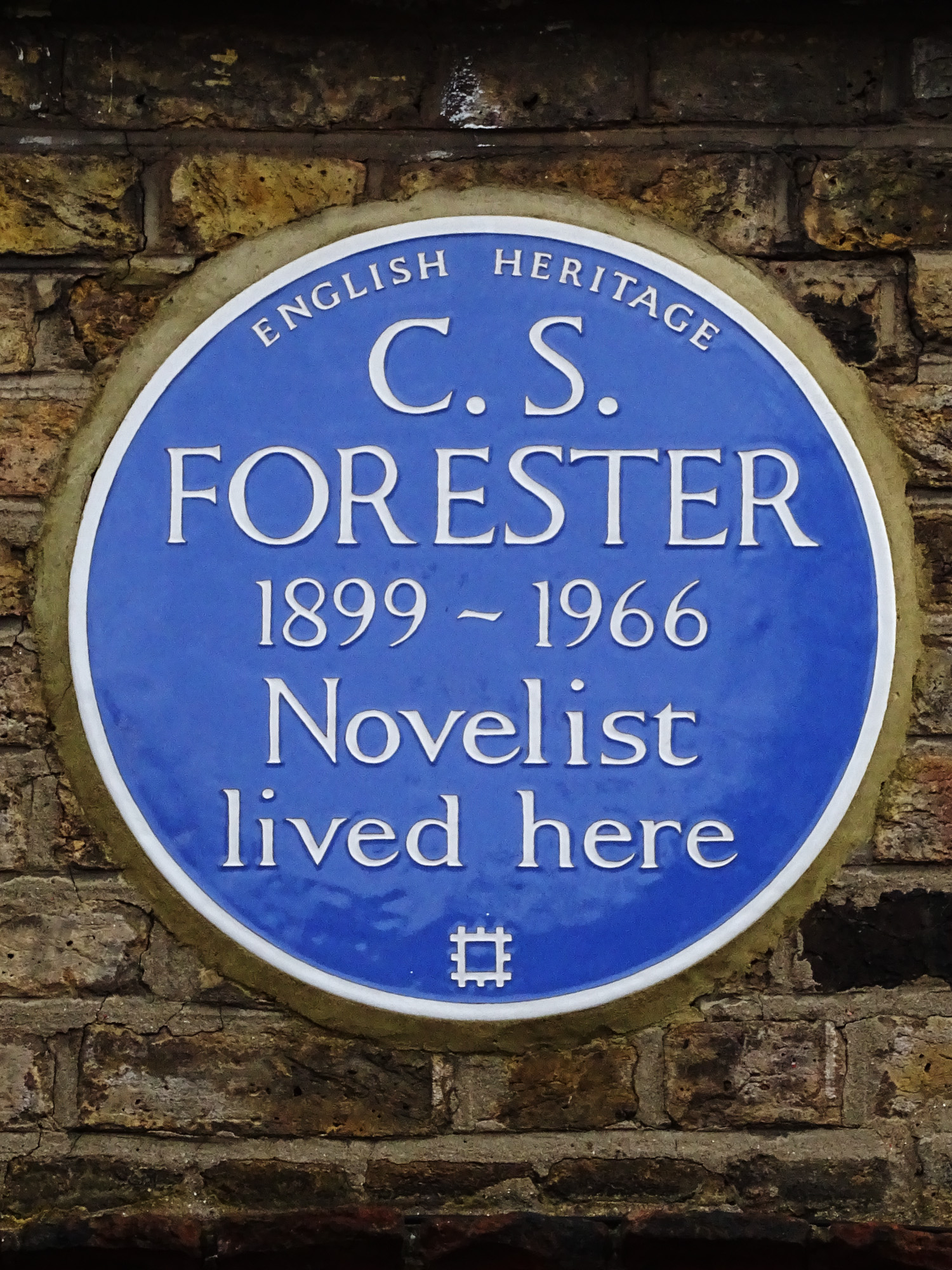

Cecil Louis Troughton Smith (n. 27 august 1899, Cairo, Kedivatul Egiptului⁠(d) – d. 2 aprilie 1966, Fullerton, California, SUA), cunoscut sub pseudonimul Cecil Scott "C. S." Forester, a fost un romancier englez care a scris povestiri cu bătălii navale, cea mai notabilă fiind seria de 12 cărți despre căpitanul britanic Horatio Hornblower, serie care descrie aventurile unui ofițer din Marina Regală Britanică  în timpul Războaielor Napoleoniene (ecranizare Captain Horatio Hornblower în 1951, regia Raoul Walsh). A mai scris romanul The African Queen (1935; ecranizare ca Regina africană în 1951, regia John Huston). C. S. Forester a fost, de asemenea, istoric militar și scenarist  la Hollywood.

## Biografie
Născut în Cairo, a avut o viață plină de necazuri, inclusiv părinți adoptivi, căsătorie secretă și paralizie. A studiat medicina la Guy's Hospital din Londra. În 1926 s-a căsătorit cu Kathleen Belcher, cu care a avut doi fii, în 1945 au divorțat. În timpul celui de-al doilea război mondial s-a mutat în Statele Unite, unde a creat texte de propagandă. În 1947, s-a căsătorit în secret cu Dorothy Foster.  

## Lucrări scrise

### Seria Hornblower
- The Happy Return (1937)
- A Ship of the Line (1938)
- Flying Colours (1938)
- The Commodore (1945)
- Lord Hornblower (1946)
- Mr. Midshipman Hornblower (1950)
- Lieutenant Hornblower (1952)
- Hornblower and the Atropos (1953)
- Hornblower in the West Indies (1958)
- Hornblower and the Hotspur (1962)
- Hornblower and the Crisis (1967)
- The Last Encounter (1967)
- Hornblower and the Widow McCool (1967)

### Alte romane
- A Pawn Among Kings (1924)
- Payment Deferred (1926)
- Love Lies Dreaming (1927)
- The Wonderful Week (1927)
- The Shadow of the Hawk (1928)
- Brown on Resolution (1929)
- Plain Murder (1930)
- Death to the French (1932)
- The Gun (1933)
- The Peacemaker (1934)
- The African Queen (1935)
- The General (1936)
- To the Indies (1940)
- The Earthly Paradise (1940)
- The Captain from Connecticut (1941)
- The Ship (1943)
- The Bedchamber Mystery (1944)
- The Sky and the Forest (1948)
- Randall and the River of Time (1950)
- The Good Shepherd (1955) - ecranizare ca USS Greyhound: Bătălie în Atlantic în 2020
- The Last Nine Days of the Bismarck (1959)

## Legături externe
- C. S. Forester Society, which publishes the e-journal Reflections
- C. S. Forester la Internet Movie Database
- Lucrări de C. S. Forester la Open Library
- C. S. Forester on You Bet Your Life in 1956